# Louis-Antoine-Rose Ormières Lacase
Louis-Antoine-Rose Ormières Lacase (14 de julho de 1809 - 16 de janeiro de 1890) foi um padre católico romano francês da Diocese de Carcassonne e fundador das Irmãs do Anjo da Guarda - uma ordem dedicada ao cuidado das crianças e às necessidades educacionais dos pobres.
Ormières tornou-se um Servo de Deus em 25 de março de 1954 sob o Papa Pio XII e foi feito Venerável em 8 de março de 1997 depois que o Papa João Paulo II confirmou sua vida de virtude heroica. O Papa Francisco reconheceu um milagre atribuído a ele em 2016 que confirmou sua beatificação; a celebração aconteceu em Oviedo em 22 de abril de 2017, presidida pelo cardeal Angelo Amato em nome do papa.

## Vida
Louis-Antoine-Rose Ormières Lacase nasceu em 1809 em Aude, na França, durante um período de desconforto devido à Revolução Francesa, uma década antes de seu nascimento. Ele foi batizado poucas horas depois de seu nascimento na igreja paroquial local. Ele era agradável quando criança e muitas vezes brincava, embora às vezes tivesse um olhar de inquietação em seu rosto.
Ele primeiro frequentou a escola em sua cidade natal e depois frequentou uma escola em Limoux antes de decidir iniciar seus estudos eclesiais em 1828 em Carcassonne. Iniciou seus estudos para o sacerdócio diocesano em Carcassonne, onde foi ordenado como tal em 21 de dezembro de 1833. Ele obteve uma licenciatura em educação em Montpellier. Seus superiores da época reconheceram que ele tinha talento para a educação e ele mesmo acreditava que se tornaria um professor diocesano. Isso levou seu superior a nomeá-lo como professor de seminaristas em Carcassonne.
Ormières fundou - em 3 de dezembro de 1839 - uma escola que anunciou o estabelecimento das Irmãs do Anjo da Guarda. A escola e a ordem em si foram estabelecidas para que ele pudesse dedicar sua missão pastoral à educação das crianças, com uma ênfase particular em uma educação cívica e cultural adequada, que se aplicasse mais às áreas rurais da França. Napoleão III emitiu um decreto formal em 12 de dezembro de 1852 que concedeu o reconhecimento imperial à congregação de Ormières que iniciou seu trabalho no Equador em 4 de dezembro de 1861. O instituto recebeu a aprovação diocesana em 6 de junho de 1837.
Ormières viajou para Roma, onde o Papa Pio IX o recebeu em audiência privada em 16 de julho de 1867. O pontífice abençoou ele e seu trabalho e lhe deu palavras de encorajamento para o trabalho de sua congregação. Ele - em algum momento - mudou-se para a Espanha e permaneceu em Oviedo pelo resto de sua vida.
Ele morreu em 1890 na Espanha e seus restos mortais estão agora localizados na casa mãe da ordem em Montauban. Sua ordem agora opera na África e na Ásia. A ordem recebeu o decreto papal de louvor do Papa Leão XIII em 27 de agosto de 1902 e recebeu a aprovação papal formal de sua constituição do Papa Pio XI em 18 de dezembro de 1934 e do Papa Pio XII em 11 de maio de 1942.

## Beatificação
O processo de beatificação começou em Oviedo com a introdução de um processo diocesano em 25 de março de 1954 encarregado de coletar informações sobre a vida de Ormières. Este processo concluiu seus trabalhos em 10 de setembro de 1955. O início da causa em 1954 sob o Papa Pio XII concedeu a Ormières o título póstumo de Servo de Deus como a primeira etapa oficial do processo.
Os teólogos tomaram posse de todos os seus escritos para determinar se tais escritos eram de natureza ortodoxa e não em contradição com a fé - um decreto emitido em 12 de julho de 1973 aprovou todos os seus escritos espirituais. A Congregação para as Causas dos Santos validou o processo diocesano em Roma em 16 de junho de 1989 e recebeu a Positio em 1990 para avaliação, enquanto uma comissão histórica aprovou o conteúdo do dossiê em 21 de maio de 1991. Teólogos consultores também aprovaram a causa em 11 de junho de 1996, enquanto a CCS chegou à mesma conclusão em 7 de janeiro de 1997.
Ormières foi declarado Venerável em 8 de março de 1997, depois que o Papa João Paulo II reconheceu que o falecido sacerdote havia vivido uma vida de virtude heroica.
O processo de investigação do milagre necessário para sua beatificação ocorreu na área de origem e recebeu a validação da CCS em 8 de novembro de 1996. Mas uma junta médica se reuniu em 8 de abril de 1999 e não votou a favor do milagre. Outro milagre descoberto testemunhou outra investigação que foi concluída em 3 de outubro de 2013 e recebeu a validação da CCS em 21 de fevereiro de 2014. O Papa Francisco aprovou o milagre em 8 de julho de 2016, que também confirmou a própria beatificação; a celebração foi celebrada em 22 de abril de 2017 em Oviedo e não em sua França natal; O cardeal Angelo Amato presidiu em nome do papa.
A atual postuladora atribuída a esta causa é María del Carmen Trejo Delgado.